# パルガル・イブラヒム・パシャ
パルガル・イブラヒム・パシャ（Pargalı İbrahim Paşa、1493年 - 1536年3月15日）は、オスマン帝国スルタンのスレイマン1世により任命された大宰相（ヴェズィラザム）。1493年ヴェネツィア共和国パルガに生まれ、1536年3月15日オスマン帝国コンスタンティノープル）にて死去。別名フレンク・イブラヒム・パシャ （西洋人）、マクブル・イブラヒム・パシャ （寵臣）、のちにはトプカプ宮殿内での処刑をもじってマクトゥル・イブラヒム・パシャ （処刑された）とも呼ばれる。
イブラヒムはキリスト教徒として生まれ、幼いうちにオスマン帝国に奴隷として献上され、成人前のスレイマン1世の親しい友人となった。
1523年スレイマン1世は、ピリ・メフメト・パシャの後任として、イブラヒムを大宰相に指名した。ピリ・メフメト・パシャは、スレイマン1世の父で前スルタンのセリム1世により1518年に大宰相に指名されていた。
イブラヒムはその後13年間に亘り大宰相の任にあり、他の大宰相に比してもまれにみる権限と影響力を誇ったが、1536年にスレイマン1世の命により処刑され、その財産も国家により没収された。

## 生涯
イブラヒム・パシャは、ヴェネツィア共和国領だったギリシャ北部エピルスのパルガの、ギリシャ正教信者の家庭に生まれた。
父親はパルガの漁師だったという。
子ども時代に海賊に誘拐され、奴隷として西アナトリアのマニサ宮殿に売られた。
マニサ宮殿ではオスマン帝国皇太子（シェフザーデ）が養育されていた。
そこで彼は、同年代の皇太子スレイマンと親しくなった。
イブラヒムはオスマン帝国宮廷（エンデラン）で教育を受け、博学者となった。
彼はかなり早い段階でイスラム教に改宗していたが、キリスト教徒としてのルーツを完全に捨てたわけでもなく、キリスト教徒の両親をオスマン帝国の首都に住まわせてもいた。
1520年、スレイマンのオスマン帝国皇帝（スルタン）即位に際し、イブラヒムも皇帝の鷹匠頭（シャーヒンジュラル・アー）を筆頭に、さまざまな地位を得た。
彼は軍事面や外交面で手腕を発揮して、異例の早さで昇進した。
その早さは、地位獲得を画策する他の高官（ヴェジール）の嫉妬や敵意を買うことを恐れて、これ以上の昇進をさせないようイブラヒム自身がスレイマン帝に願わなければならないほどだった。
イブラヒムの謙虚な態度に満足したスレイマンは、自分がスルタンの座についている間は決してイブラヒムを処刑しないと誓ったと言われる。
大宰相の指名を受けた後もイブラヒム・パシャは、総司令官（セラスケル）などさらなる称号の指名を受け続け、オスマン帝国における彼の力はスレイマンとほぼ同等にさえなった。
1524年にライバルだったエジプト州総督（ムスル・ベイレルベイスィ）のハイン（反逆者）・アフメト・パシャがオスマン帝国への反逆罪で処刑されると、イブラヒム・パシャは1525年にエジプトに駐留、市民制度や軍政制度を改革した。
彼は法令集（カーヌーンナーメ）を発布し、その制度について告知した。
イブラヒムは、セリム1世の娘でスレイマンの妹ハティージェ・スルタンと結婚したとされていたが、現在では、イブラヒムの結婚相手は最初の主人であったイスケンデル・パシャの孫娘ムスフィネだとする説が有力となっている。
ただし同名のダマト・イブラヒム・パシャやネヴシェヒルリ・ダマト・イブラヒム・パシャとの区別がつけにくいため、歴史家はこの称号を多用していない。
彼は通常、その嗜好や物腰から「パルガル（パルガの）・イブラヒム・パシャ」「フレンク（西洋人）・イブラヒム・パシャ」と呼ばれる。
さらに彼と同時代の人々は、撞着語法的に「マクブル（寵臣）・マクトゥル（処刑された）・イブラヒム・パシャ」とも呼んだ。

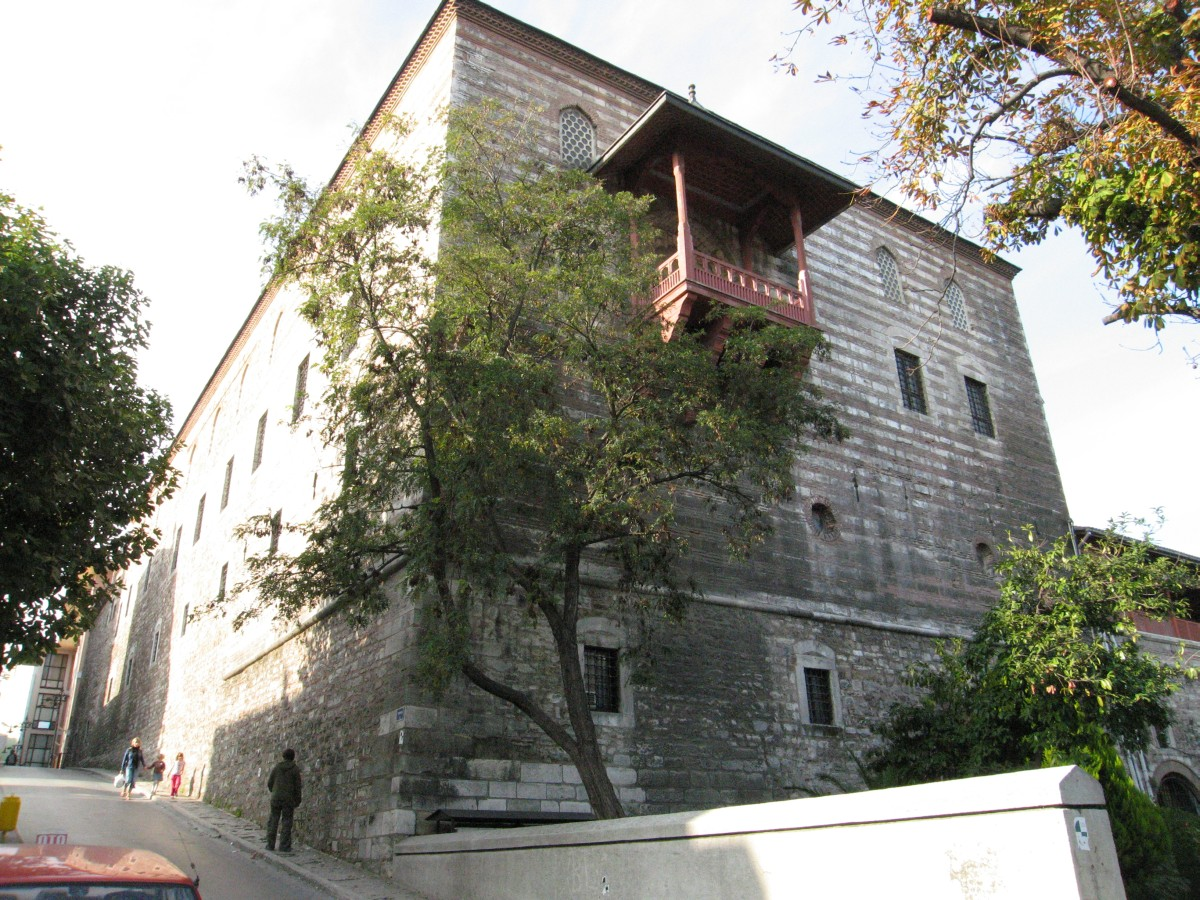
イスタンブール旧市街に現存するイブラヒム・パシャの邸宅跡。現在はトルコ・イスラム美術博物館となっている。

1524年にイブラヒムが建てた邸宅はイスタンブールのコンスタンティノープル競馬場西側に現存しており、現在はトルコ・イスラム美術博物館として転用されている。

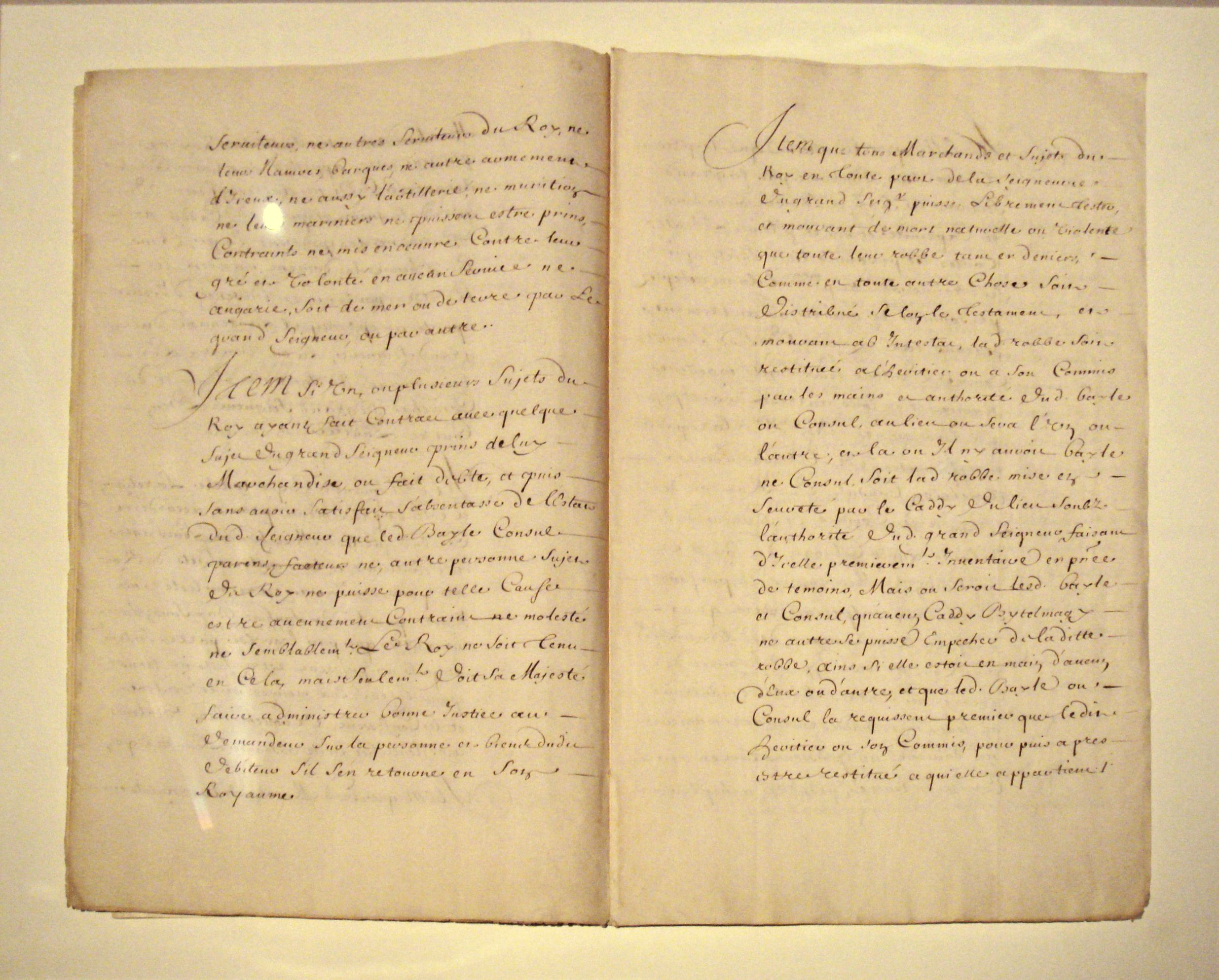
1536年の条約の草案。フランス大使ジャン・ド・ラ・フォレとイブラヒム・パシャが交渉したもの。この数日後にイブラヒム・パシャは処刑された。1518年以前にマムルークからフランス王国が譲り受けたエジプト州における特権の適応範囲を、オスマン帝国の全領域に広げるという内容であった。

外交面において、イブラヒムが西キリスト教国に対して振るった手腕は見事だった。
自身を『オスマン帝国の真の力』と称し、イブラヒムはさまざまな戦略を駆使して、カトリック勢力の主導者たちと渡り合った。
ヴェネツィア共和国の外交官は、スレイマン1世の呼び名『壮麗帝』をもじって『壮麗イブラヒム』とさえ述べた。
1533年、イブラヒムはカール5世と和睦交渉し、ハンガリーをオスマン帝国領とした。
1535年には、フランソワ1世との合意に達し、ハプスブルク家に対する共同戦線を張る代わりにオスマン帝国内における通商特権をフランスに与えた。
この協定により1543年から1544年にかけての冬、南フランスのトゥーロンにフランス・オスマン同盟艦隊が寄港した。
イブラヒムはオスマン帝国軍をよく指揮したが、最終的にペルシアのサファヴィー朝討伐の戦役の間にスレイマンの寵を失った。
特に、自身の称号として「セラスケル・スルタン」という語を採択したのが、スレイマンへの重大な冒涜とみなされたのである。
一方、サファヴィー朝討伐戦の期間にイブラヒムは、前財務長官（デフテルダル）イスケンデル・チェレビと、軍の指揮権や配置を巡って何度も衝突していた。
これらの出来事は、のちに起こるさまざまな事件の遠因となった。
イスケンデル・チェレビは、1535年に処刑された。
その1年後、大宰相に指名されて13年目の1536年に、イブラヒムは処刑された。
スレイマンは、自分の在位中はイブラヒムの命を奪わないという誓いを立てていたため、地元宗教指導者のファトワーにより、コンスタンティノープルにモスクを建築することで誓いを取り消す許諾を得ていた。
イブラヒムの処刑の陰には、スレイマンの皇后ヒュッレム・ハセキ・スルタンの暗躍があったことを示唆する情報もいくつか存在する。
彼女の策略と、スレイマンに対する影響力の増加、また特にスレイマンの長男で王位継承者の1人シェフザーデ・ムスタファを、イブラヒムが支持していたことが関連すると考えられている。
シェフザーデ・ムスタファは1553年10月6日、父スレイマンの命により反逆罪で絞首刑となった。
ヒュッレム・スルタンは、マヒデヴラン・スルタンの産んだムスタファではなく、自身が産んだ子の誰かが次期帝位に就くことを望み、さまざまな策略を巡らせたと言われる。
スレイマンは、イブラヒムの処刑を後悔していた。
20年経って彼が自作した詩の中に友情と信頼について強調した部分があるが、そこに暗示されているのはイブラヒム・パシャの特徴である。

## テレビドラマ
- トルコテレビの『オスマン帝国外伝〜愛と欲望のハレム〜』では、パルガル・イブラヒム・パシャ役をオカン・ヤラブクが演じている。